# إيان ماكغراث
إيان ماكغراث (بالإنجليزية: Ian McGrath)‏ هو لاعب كرة قدم أمريكي في مركز الوسط، ولد في 17 يوليو 1996 في كرستوود في الولايات المتحدة. لعب مع اوكلاهوما سيتي أنرجي وكوين أوف ساوث.